# Wolfgang Gaschütz

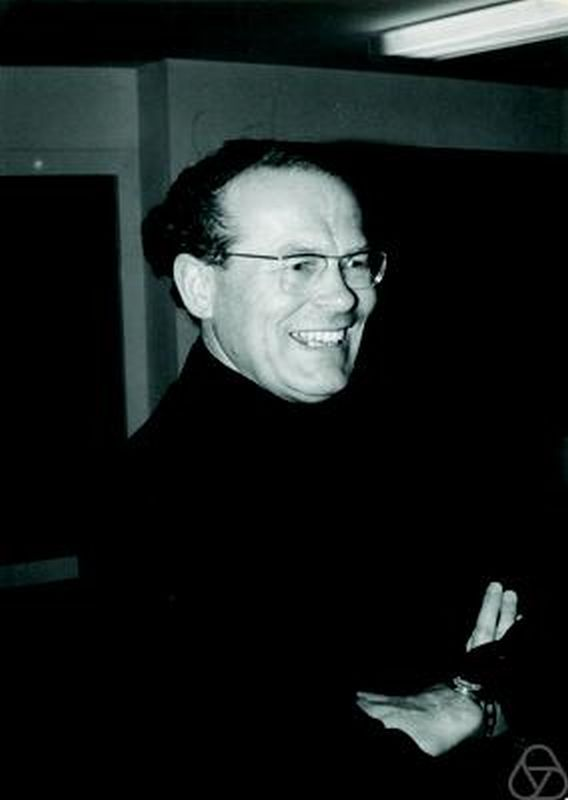
Wolfgang Gaschütz 1973

Wolfgang Gaschütz (* 11. Juni 1920 in Karlshof, Oderbruch; † 7. November 2016 in Kiel) war ein deutscher Mathematiker, der sich mit Gruppentheorie beschäftigte, speziell mit der Theorie endlicher Gruppen.

## Leben
Gaschütz zog mit seiner Familie 1931 nach Berlin, wo er 1938 sein Abitur bestand. Danach war er als Artillerieoffizier im Zweiten Weltkrieg, der für ihn 1945 nahe Kiel endete, wo er sein Studium begann. Er wurde 1949 an der Christian-Albrechts-Universität Kiel bei Karl-Heinrich Weise mit einem Thema aus der Gruppentheorie promoviert (Zur {\displaystyle \Phi }-Untergruppe endlicher Gruppen). 1953 habilitierte er sich in Kiel, wo er 1956 Diätendozent wurde und 1963 eine volle Professur erhielt. Er blieb bis zu seiner Emeritierung 1988 in Kiel und lehnte Rufe nach Karlsruhe und Mainz ab. Er war Gastprofessor an verschiedenen Universitäten in Europa (Queen Mary College London 1965 und 1970, Padua 1966, Florenz 1971, Neapel 1974, University of Warwick 1967, 1973 und 1977), den USA (Michigan State University 1963, University of Chicago 1968) und in Australien (Australian National University in Canberra).
Gaschütz baute in Kiel, wo in der Algebra-Lehre seit Ernst Steinitz eine Lücke bestand, eine Schule von Gruppentheoretikern auf. Seine Hinwendung zur Gruppentheorie wurde während des Studiums durch das Lehrbuch von Andreas Speiser bewirkt und er wurde in den 1950er Jahren durch Helmut Wielandt beeinflusst. Er ist vor allem bekannt durch seine Forschungen zur Frattiniuntergruppe, zu Komplementierbarkeitsfragen, zur Gruppenkohomologie sowie zur Theorie der endlichen auflösbaren Gruppen. Er ist der Begründer der Theorie der Formationen, Schunck-  und Fittingklassen.
Gaschütz organisierte mit Bertram Huppert und Karl Gruenberg viele Jahre die Oberwolfach-Tagungen zur Gruppentheorie. 2000 wurde er Ehrendoktor der Staatlichen Universität Francisk Scorina Gomel in Weißrussland. Zu seinen Doktoranden gehört Joachim Neubüser.
Er war seit 1943 verheiratet.

## Schriften
- Lectures on subgroups of Sylow type in finite soluble groups, Canberra, Australian National University 1979 (Vorlesungen)
- Zur Theorie der endlichen auflösbaren Gruppen, Mathematische Zeitschrift, Band 80, 1963, S. 300–305, Online
- Praefrattinigruppen, Arch. Math., Band 13, 1962, S. 418–426.
- Über die {\displaystyle \Phi }-Untergruppe endlicher Gruppen, Math. Zeitschrift, Band 58, 1953, S. 160–170, Online
- Zur Erweiterungstheorie endlicher Gruppen, J. reine angew. Math. Band 190, 1952, S. 93–107, Online